# Michael Outzen
Michael Outzen (* 24. Januar 1982) ist ein dänischer Automobilrennfahrer.

## Karriere
Michael Outzen fuhr Mitte der 1990er Jahre Kart. Danach wechselte er in den Formelsport und startete von 1998 bis 2000 und 2002 in der Dänischen Formel Ford. 2000 gewann er dort den Meistertitel. In der Saison 2000 ging er parallel in der Formel Ford Zetec Nordic an den Start und wurde Dritter in der Meisterschaft.
Ab 2006 bestritt er Tourenwagenrennen. Von 2006 bis 2008 und 2010 fuhr er in der Danish Touringcar Championship (DTC). Dort erzielte er 2008 sein bestes Gesamtergebnis in der Serie und wurde mit einem Chevrolet Lacetti Dritter in der Meisterschaft.
Parallel zur DTC startete er 2008 mit einem Aston Martin V8 Vantage GT2 in einem Rennen in der GT2-Wertung der Le Mans Series.
In der Saison 2009 fuhr er für das Team Phoenix Racing mit einem Audi R8 LMS in der ADAC GT Masters. Am Ende belegte er den 12. Platz im Gesamtklassement.
2012 und 2013 startete er bei einigen Rennen der Dänischen Thundersport Meisterschaft und erreichte 2012 mit einem Chevrolet Camaro den zehnten Platz in der Gesamtwertung.
In der Dänischen Supertourisme Turbo-Serie fuhr er 2015 für das Team JM Racing und gewann den Meistertitel.
Zuletzt ging er 2020 mit einem BMW Super GT in der Klasse 4 der Dänischen Langstreckenmeisterschaft an den Start und wurde 13. in der Gesamtwertung.
Outzen fuhr in einigen 24-Stunden-Langstreckenrennen. 2009 und 2012 ging er beim 24-Stunden-Rennen auf dem Nürburgring an den Start. 2009 erreichte er mit einem BMW 120d den dritten Platz in der D1T-Wertung. 2012 gewann er mit einem Porsche 911 (Typ 997) die SP10 GT4-Wertung.
Seinen größten Langstreckenerfolg erzielte er 2011 für das Team Schubert Motorsport auf einem BMW Z4 GT3 beim 24-Stunden-Rennen von Barcelona. Mit den weiteren Fahrern Edward Sandström, Lars Stugemo und Peter Posavac gewann er das Rennen.